# Занкт-Вендель (район)
Занкт-Вендель (нім. Sankt Wendel) — район в Німеччині, в складі федеральної землі Саар. Адміністративний центр — місто Занкт-Вендель.

## Населення
Населення району становить 86 170 осіб (станом на 31 грудня 2021).

## Адміністративний поділ
Район складається з 7 громад (нім. Gemeinden) та одного міста (нім. Städte):
| Міста (населення)         | Громади (населення) |
| ------------------------- | --- |
| 1. Занкт-Вендель (25 337) | 1. Марпінген (9962) 2. Намборн (6928) 3. Ноннвайлер (8458) 4. Нофельден (9826) 5. Оберталь (5953) 6. Толай (11 917) 7. Фрайзен (7789) |

Дані про населення наведені станом на 31 грудня 2021.